# Powiat Brzecław
Powiat Brzecław (czes. Okres Břeclav) – powiat w Czechach, w kraju południowomorawskim.
Jego siedziba znajduje się w mieście Brzecław. Powierzchnia powiatu wynosi 1172,77 km², zamieszkuje go 123 073 osób (gęstość zaludnienia wynosi 105,01 mieszkańców na 1 km²). Powiat ten liczy 69 miejscowości, w tym 10 miast.
Od 1 stycznia 2003 powiaty nie są już jednostką podziału administracyjnego Czech. Podział na powiaty zachowały jednak sądy, policja i niektóre inne urzędy państwowe. Został on również zachowany dla celów statystycznych.

## Struktura powierzchni
Według danych z 31 grudnia 2003 powiat ma obszar 1172,77 km², w tym:
- użytki rolne - 68,32%, w tym 80,58% gruntów ornych
- inne - 31,68%, w tym 51,58% lasów
- liczba gospodarstw rolnych: 3999

## Demografia
Dane z 31 grudnia 2003:
| Opis        | Ogółem  | Kobiety      | Mężczyźni    |
| ----------- | ------- | ------------ | ------------ |
| populacja   | 123 073 | 62 890 51,1% | 60 183 48,9% |
| średni wiek | 38,5    | 40,47        | 37,04        |

- gęstość zaludnienia: 105,01 mieszk./km²
- 51,18% ludności powiatu mieszka w miastach.

## Zatrudnienie
| Mieszkańcy ze stałym zatrudnieniem | 25 059       |
| Średnia pensja miesięczna          | 13 666 koron |
| Bezrobotni                         | 7 362        |
| Stopa bezrobocia                   | 11,65%       |

## Szkolnictwo
W powiecie Brzecław działają:
| Rodzaj szkoły                   | Liczba szkół |
| ------------------------------- | ------------ |
| Przedszkola                     | 69           |
| Szkoły podstawowe               | 55           |
| Gimnazja                        | 5            |
| Szkoły średnie techniczne       | 8            |
| Szkoły średnie ogólnokształcące | 7            |
| Szkoły wyższe                   |              |

## Służba zdrowia
| Lekarze                               | 348 |
| Szpitale                              | 3   |
| Specjalistyczne ośrodki terapeutyczne | -   |
| Gabinety dentystyczne                 | 52  |
| Apteki                                | 20  |